# Cameron Bright
Cameron Douglas Crigger Bright (Victoria, Canadá; 26 de enero de 1993) es un actor de cine canadiense. Ha participado en algunas producciones cinematográficas destacadas como Godsend, Reencarnación, Running Scared, Ultravioleta, X-Men: The Last Stand, Gracias por fumar, The Twilight Saga: New Moon, The Twilight Saga: Eclipse, The Twilight Saga: Breaking Dawn - Part 1 y The Twilight Saga: Breaking Dawn - Part 2.

## Primeros años
Cameron Bright (Cameron Douglas Crigger Bright) nació el 26 de enero de 1993 en Victoria, Canadá. Desde 1998 vive en Nanaimo con su madre Anne, su hermano mayor Bryce (agente comercial), dos perros y un gato. En 1995 sus padres se divorciaron.
A muy temprana edad, las personas que le veían, a menudo lo confundían con Jake Lloyd, el niño actor que interpretó a Anakin Skywalker en Star Wars: Episodio I - La amenaza fantasma (1999). Tomándolo como una señal, su madre lo llevó donde un amigo que tenía una agencia de casting. Unas semanas más tarde, Cameron consiguió su primer trabajo como una estrella comercial de Telus, la segunda mayor compañía telefónica en Canadá. Mostrando un gran apoyo, su madre lo acompañó a las audiciones para películas. Desafortunadamente, las primeras audiciones no le dieron ninguna oportunidad. Para perfeccionar su talento, Cameron tomó clases de actuación en la Academia Spotlight, con Jacqui Kaese como maestra.
A la edad de siete años, obtuvo su primer papel en la serie de televisión Higher Ground (2000) para un episodio. Luego, continuó teniendo apariciones como invitado en varias series como Dark Angel en 2002.
El primer gran avance en la pantalla grande fue Lone Hero (2002). Las cosas se ponían mejores para Cameron. Gracias a ello consiguió el papel de la versión joven de William Lee Scott, Tommy Miller en El efecto mariposa (2004). Ese mismo año, Cameron aparecía en otras dos películas con papeles más difíciles.

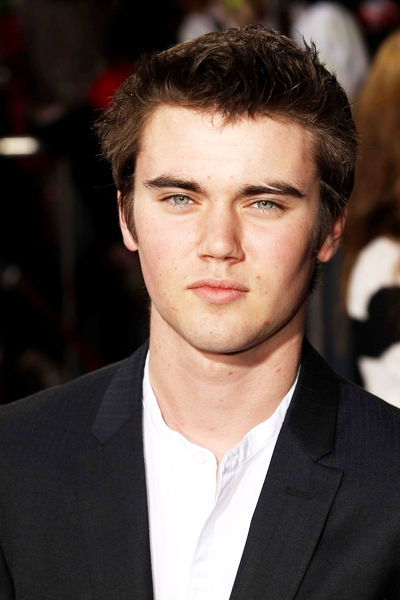
Cameron con 17 años en el 2010

El papel en "Godsend" como el hijo clonado de Greg Kinnear lo desafió a retratar a dos diferentes personajes, el niño normal y su clon perturbado. Por el contrario, su papel en Birth sorprendió la audiencia con el tono misterioso y maduro que él representaba en el personaje de Sean Young. La película sin lugar a dudas invitó a la controversia por dos cosas. En primer lugar el beso apasionado con Nicole Kidman, y en segundo lugar, el hecho de ir desnudo por la bañera con ella. Las personas podían pensar que estaban realmente desnudos en aquel momento, cuando en realidad ambos vestían trajes color piel. Además, la ley de los Estados Unidos prohibió la explotación de niños actores. Como resultado de su actuación en Birth'", Cameron obtuvo dos nominaciones en el 2005, un Young Artist Award por Mejor Actuación en una Película - Actor Joven y el Premio Saturn a la Mejor Actuación de un Actor Joven.
En ese momento, Cameron era un activo potencial de Hollywood. Fue elegido para interpretar al hijo de Aaron Eckhart en la comedia dramática Gracias por fumar (2005). Después, no sólo tomó un poco de tiempo en 2005 y 2006 para participar en la serie de ciencia ficción "Stargate SG-1", pero también anotó otras películas con los mejores actores y actrices. Running Scared (2006) lo niveló con Paul Walker, Ultravioleta (2006) con Milla Jovovich y curiosamente aparece como leech en X-Men: The Last Stand'" (2006) con un elenco ya familiar, como Halle Berry, Hugh Jackman y Anna Paquin. En medio de la popularidad, Cameron reveló que sus claves para el éxito son el compromiso y la determinación. "Voy a hacer esto por tanto tiempo como pueda. La única desventaja de actuar y de ser tan joven es la cosa de la escuela. Uno necesita 3 horas diarias de clases, así como todas las horas de trabajo también. Es muy fatigante cuando regresas de filmar y luego pasas a una sala para hacer el trabajo de la escuela. " Y luego añadió:

"Nunca hay nada de tiempo para descansar. Es el trabajo o la escuela. Una vez que eres un adulto se toman descansos muy cortos".

## Carrera
Su primer trabajo fue como actor para un anuncio de Telus, lo que le sirvió para conseguir apariciones como invitado en varias series de televisión.
A pesar de su juventud, el actor ha hecho muchas películas desde pequeño, como Godsend, Birth, Running Scared, Ultraviolet, X-Men: The Last Stand y Thank You for Smoking. Además apareció en la saga Crepúsculo: Luna Nueva, Eclipse y Amanecer (Partes 1 y 2). En estas dos últimas hace el papel de Alec Vulturi, el hermano gemelo de Jane (Dakota Fanning). Alec y Jane se apodan los gemelos brujos.

## Filmografía

### Cine
| Año  | Título                                       | Personaje                     | Notas |
| ---- | -------------------------------------------- | ----------------------------- | ----- |
| 2004 | El efecto mariposa                           | Tommy a la edad de 7 años     |       |
| 2004 | El enviado                                   | Adam Duncan                   |       |
| 2004 | Reencarnación                                | Joven Sean                    |       |
| 2004 | Gracias por fumar                            | Joey Naylor                   |       |
| 2005 | Running Scared                               | Oleg Yugorsky                 |       |
| 2005 | Stargate SG-1                                | SG-1 como Orlin (Serie de TV) |       |
| 2005 | Ultravioleta                                 | Seis                          |       |
| 2006 | X-Men: The Last Stand                        | Leech                         |       |
| 2007 | Los 4400                                     | Graham Holt (Serie de TV).    |       |
| 2007 | Juno                                         | Friki                         |       |
| 2007 | Normal                                       | Brady                         |       |
| 2007 | Christmas in Wonderland                      |                               |       |
| 2009 | Walled In                                    | Jimmy Terror                  |       |
| 2009 | An American Affair                           | Adams Stafford                |       |
| 2009 | The Twilight Saga: New Moon                  | Alec Vulturi                  |       |
| 2010 | The Twilight Saga: Eclipse                   | Alec Vulturi                  |       |
| 2011 | Earth´s final hours                          | Andy Streich                  |       |
| 2011 | The Twilight Saga: Breaking Dawn - Part 1    | Alec Vulturi                  |       |
| 2011 | Little Glory                                 | Shawn                         |       |
| 2012 | The Twilight Saga: Breaking Dawn - Part 2    | Alec Vulturi                  |       |
| 2012 | Goodnight For Justice - The Measure Of A Man | Will                          |       |
| 2013 | Floodplain                                   | Duncan                        |       |
| 2014 | Final Girl                                   | Shane                         |       |

## Premios y nominaciones
| Año  | Trabajo               | Premio              | Categoría                                                                 | Resultado |
| ---- | --------------------- | ------------------- | ------------------------------------------------------------------------- | --------- |
| 2005 | Reencarnación         | Premios Saturn      | Mejor Actuación de un Actor Joven                                         | Nominado  |
| 2005 | Reencarnación         | Young Artist Awards | Mejor Actuación en una Película - Actor Joven                             | Nominado  |
| 2005 | Reencarnación         | BFCA Awards         | Mejor Actor Joven                                                         | Nominado  |
| 2007 | Gracias por fumar     | BFCA Award          | Mejor Actor Joven                                                         | Nominado  |
| 2007 | Running Scared        | Young Artist Awards | Mejor Actuación en una Película - Actor Joven                             | Nominado  |
| 2007 | X-Men: The Last Stand | Young Artist Awards | Mejor Actuación en una Película - Actor Joven Líder                       | Nominado  |
| 2008 | Los 4400              | Young Artist Awards | Mejor Actuación en una Serie de Televisión - Invitado Reparto Actor Joven | Nominado  |